# Nomparell (tipografía)
Nomparell o Nomparella es un grado tipográfico que equivale a unos 6 puntos. Está entre los grados de Parisiena y Glosilla (que es mayor).
En la tipografía clásica era considerado el menor grado de los corrientes, siendo los inferiores considerados especiales. Así una imprenta podía no tener un grado menor. 